# Kovács István (politikus, Fidesz)
Kovács István Gergely (?, ? –) magyar jogász, politikus, az Alapjogokért Központ stratégiai igazgatója.

## Pályafutása
Egyetemi évfolyamtársa volt Szánthó Miklósnak, az Alapjogokért Központ későbbi igazgatójának. Politikai pályafutását a Fidelitasban kezdte.
Az Alapjogokért Központ stratégiai igazgatójaként rendszeres meghívottja, illetve megszólalója kormánypárti médiumoknak (Echo TV, a közmédia, Magyar Hírlap, Demokrata, Magyar Idők).
A 2019-es európai parlamenti választáson a Fidesz – Magyar Polgári Szövetség–Kereszténydemokrata Néppárt közös pártlista 14. helyén indul.
2020 májusában megalapította a Megafon Központot, azóta annak vezetője.